# Barry Austin
Barry Austin (Chelmsley Wood, West Midlands, 17 de septiembre de 1968-1 de enero de 2021) fue un hombre británico, ampliamente conocido por ser el hombre más gordo en el Reino Unido.

## Biografía
Barry Austin nació el 17 de septiembre de 1968 en Chelmsley Wood, Reino Unido. En su temprana juventud trabajó como conductor de taxis y jugó al rugby. Lo apodaban "Fat Baz" y tuvo su propia columna en una revista.
Varios informes de prensa afirman que en su peso máximo llegó a 50 stones (alrededor de 700 libras o 320 kg).
Las apariciones de Austin en la prensa y la televisión generalmente estaban relacionadas con las preocupaciones actuales sobre un aumento alarmante de la obesidad entre la población. Por lo tanto, se le ha pedido que comente sobre noticias y temas de actualidad como Breakfast News de la BBC.
Austin también ha sido la estrella de un documental de Sky One, Inside Britain's Fattest Man, presentado por su colega Richard Hammond a la manera de la película de ciencia ficción Fantastic Voyage. Según el programa, Austin normalmente consumía más de 29 mil calorías al día, más de diez veces la ingesta diaria promedio de un hombre del Reino Unido, y tenía importantes problemas de salud como resultado de su obesidad mórbida. También afirmó que bebía hasta cuarenta pintas en una noche de fiesta.
Un documental anterior sobre los hombres más pesados de Gran Bretaña, The Fattest Men in Britain, vio a Austin llevarse la corona, aunque era notablemente más liviano y más ágil en ese momento, informó que llevaba una vida social activa y era una especie de celebridad en el circuito de clubes de Birmingham, y un siempre presente simpatizante del Birmingham City FC en sus partidos como local. Tenía su propia silla hecha a medida en el St Andrew's Stadium en 1997 . Sin embargo, no pudo asistir a su aparición victoriosa en el estadio de Wembley el 27 de febrero de 2011, cuando levantaron la Copa de la Liga de Fútbol con una victoria por 2-1 sobre el Arsenal en la final, ya que era demasiado grande para conseguir un asiento. En esta etapa pesaba algo más de 250 kilogramos.
Según ambos documentales, el mayor problema de Austin fueron sus piernas (que habían reducido notablemente su movilidad en este último programa). La escasa irrigación sanguínea debido a su enorme tamaño y la distancia de su corazón, le hacían sufrir frecuentes y terribles infecciones bacterianas que le provocaban inflamaciones y lo postraban agónicamente en su hogar. En septiembre de 2005 se comprometió a perder peso, restringiendo su ingesta diaria a solo 1500 calorías en un intento por salvar su vida, pero a partir de la muerte de su madre a la edad de 80 años, comenzó a comer nuevamente en exceso.
En noviembre de 2009 se informó que Austin pesaba 250 kilos y estaba comenzando un nuevo plan de dieta para tratar de perder al menos 60 kilogramos. El informe también reveló su peso máximo de 412 kilogramos.
En diciembre del mismo año interpretó a 'Big Brian' en la comedia dramática de ITV1 The Fattest Man in Britain, protagonizada por Timothy Spall y Bobby Ball.
Murió el 1 de enero de 2021 a la edad de cincuenta y dos años debido a un ataque cardíaco.